# Railroad Star
Railroad Star（レイルロード・スター）は2008年6月18日に発表された岡本玲の2ndシングル。

## 概説
岡本の17歳の誕生日にリリースされた。
トレカ付の通常盤、ブックレット付初回限定盤、DVD付の初回限定盤の3形態で発売。それぞれジャケット写真が異なる。
日本テレビ『アナ☆パラ』の2008年6月度エンディングテーマ。作曲は前作『teenage days』に続き原一博が担当。

## 収録曲
作詞：Rei/作曲・編曲：原一博

### CD
1. Railroad Star - (4:13)[1]
2. Sunshine Boy & Summer Girl - (3:07)[1]
3. Railroad Star（Instrumental） - (4:12)[1]
4. Sunshine Boy & Summer Girl（Instrumental） - (3:05)[1]

### DVD
1. Railroad Star（PV）